# Btigramo
Btigramo (tiếng Ả Rập: بتغرامو), còn được gọi là Nuzha (النزهة), là một ngôi làng Syria ở quận Jableh thuộc tỉnh Latakia. Theo Cục Thống kê Trung ương Syria (CBS), Btigramo có dân số 848 người trong cuộc điều tra dân số năm 2004.

## Những người đáng chú ý
- Rafiq Shahadah, một thiếu tướng Syria.